# Brita Borg
Brita Borg (10. jun 1926. — 4. maj 2010), rođena kao Brita Kerstin Gunvor Borg, bila je švedska pevačica i glumica. Njena karijera je trajala od 1943. do sedamdesetih godina prošlog veka, dok je njena pevačka karijera završila krajem šezdesetih. Međutim, ona je još uvek bila aktivna glumica osamdesetih godina.

## Biografija
Borg je rođena u Sodermalmu u Stokholmu gdje je započela svoju karijeru, u okviru grupe Vårat gäng ("Naša banda"). Godine 1945. je oformila kvartet Flickery Flies zajedno sa Alanom Johansonom za koga se kasnije i udala.
Od 1964. godine Borg je nastupala u nekoliko emisija sa Hagge Geigertom u Uddevalli i Gothenburgu.Sedamdesetih se preselila u Arvidsjaur sa svojim novim mužem, policajcem Stigom Salomonsonom. Svirala je u mjuziklu "Call Me Madam" iz 1967. i proslavila je Annie Oakley u mjuziklu "Annie Get Your Gun" iz 1973. Od tada je nastupala sa Riksteaternom na nastupima Christine Aleksandre, Violiniste na krovu i Ramel riket runta. Među njenim značajnijim dramskim nastupima bila je njeno pojavljivanje sa Halvarom Bjorkom u televizijskoj drami "Polskan och puckelriggen" iz 1983. godine.

## Pevačka karijera
Pedesetih godina prošlog veka, Borg je bila švedska pop-kraljica. Predstavljala je Švedsku na Pesmi Evrovizije 1959. održanoj u Kanu. Pevala je pesmu "Augustin" za koju je osvojila 4 boda i deveto mesto. Godine 1960. napravila duet sa Hasseom Alfredsonom u komediji "Oj då kära nån and Märta Melin och Ture Tyrén". 1961. snimljen je LP u kojem je interpretirala melodije veka. Njen žanr su bile tradicionalne pop pesme sa, u to vreme, zajedničkim sklonostima ka italijanskom (La strada dell'amore, Ciao ciao Bambina). Pevačku karijeru je završila krajem šezdesetih godina prošlog veka.

## Smrt
Borg je umrla 4. maja 2010. godine u 83. godini života u Borgholmu.